# Генерације
Генерација се односи на све људе који су рођени и живе отприлике у исто време, посматрани заједно. Такође се може описати као просечан период од 20-30 година, током којег се деца роде, одрасту и почну да имају своју децу. 

## Подела генерација[2]
- Најстарија генерација (енг. The Greatest generation)
- Тиха генерација (енг. Silent generation)
- Бејби бумери (енг. Baby Boomers )
- Генерација икс (енг. Generation X )
- Миленијалци (енг. Millennials )
- Генерација зед (енг. Generation Z)
- Генерација алфа (енг. Generation Alpha)

## Најстарија генерација
Обухвата људе рођене у периоду од 1901. до 1927. године. Припадника ове генерације има јако мало, а њени представници имају од 97 до 123 године. Период ове генерације су обележили догађаји попут Велике економске кризе, Другог светског рата и појаве телевизора. 
Неки од најпознатијих идола ове генерације су Чарли Чаплин, Глорија Швансон и Френсис Скот Фицџералд. 
Цртани филмови који су обележили детињство ове генерације су: Мики Маус, Мачак Феликс и Освалд срећни зец.

## Тиха генерација
Трајала је у периоду од 1928. до 1945. године. Људи рођени у овом периоду тренутно имају од 79 до 96 година. Током ових година најпознатији догађаји су били Одлазак на месец и Вијетнамски рат. 
Неки од најпознатијих идола ове генерације су: Елвис Присли, Мерлин Монро и Џејмс Дин.
Неки од најпопуларнијих цртаћа Тихе генерације су: Патак Дача, Том и Џери и Душко Дугоушко.

## Бејби бумери
То је генерација која је трајала од 1946. до 1964. Тренутна старост припадника Бејби бумера износи од 60 до 78 година.
Током овог периода технологија је доста узнапредовала, па су неки од главних обележја ове генерације појава ПС рачунара, интернета и велики пораст игара за конзоле.
Неки од најпознатијих идола Бејби Бумера су: Џон Ленон, Мик Џегер и Боб Дилан.
Детињство Бејби бумера обележили су: Флинстони, Пинк Пантер и Вини Пу.

## Генерација Икс
Почела је 1965. године и трајала је до 1980. године. Припадници ове генерације тренутно имају од 44 до 59 година. 
Период одрастања ове генерације обележили су неки од великих политичких догађаја као што су распад СССР и напади 11. септембра 2001. У свету технологије се појављују и све више користе мобилни телефони. 
Неки од најпознатијих идола ове генерације су:  Мајк Џексон, Мадона и Курт Кобејн.
Током овог периода познати цртани филмови били су: Скуби Ду и Гарфилд.

## Миленијалци
Миленијалци су рођени у периоду од 1981. до 1996. и тренутно имају од 28 до 43 године. Такође су познати под називом Генерација И. Догађаји који су обележили највећи део њиховог живота су појава друштвених мрежа, оснивање Ајфон компаније, као и појава вируса Корона. Сматра се да је најпопуларнија друштвена мрежа Миленијалаца Фејсбук. 
Неки од најпознатијих идола ове генерације су: Мајкл Џексон,Бијонсе, Џастин Бибер и Тејлор Свифт. 
Миленијалци су као мали гледали Симсоновe и Сунђер Бобa.

## Генерација Зед
Ово је генерација која обухвата људе рођене у периоду од 1997. до 2012. године. Њени припадници тренутно имају од 12 до 27 година. Технологија је током ових година доста напредовала и приметан је велики пораст виртуалне реалности и вештачке интелигенције. Генерација Зед све ређе користи Фејсбук, који су замениле друштвене мреже Инстаграм и Тикток. Припадници ове генерације су врло везани за своје паметне уређаје, често и до нивоа зависности. Сматра се да лако губе пажњу и да не могу дужи временски период да буду фокусирани, што доводи до проблема на послу и приликом интеракција са другим људима. 
Неки од најпознатијих идола ове генерације су: Лиса и Били Ајлиш.
Цртани филмови уз које је одрасла ова генерација су: Рик и Морти и Гамболов чудесни свет. 

## Генерација Алфа
Ово је тренутно најмлађа генерација у коју спадају деца рођена у периоду од 2013. до 2025. и која имају мање од 11 година. 
Сматра се да ће у периоду ове генерације неки од главних обележја бити нестанак залиха нафте и земног гаса и велики напреци у области астрономије.  
Неки од сада најпознатијих садржаја за децу су: Патролне шапе и Маша и медвед.  